# Jennifer Tung
Jennifer Tung (ur. 3 maja 1973 w Nowym Jorku) – amerykańska aktorka i kaskaderka.
W wieku lat siedemnastu uzyskała tytuł Miss Chinatown USA.

## Filmografia (wybór)
- 2005: Zaklinacz dusz (Ghost Whisperer) jako Sharon (gościnnie)
- 2002: CSI: Kryminalne zagadki Miami (CSI: Miami) jako Rebecca Palmer (gościnnie)
- 2002: Kung Pow: Wejście wybrańca (Kung Pow: Enter the Fist)
- 2002: Człowiek prezydenta 2: Punkt zero (The President’s Man: A Line in the Sand) jako Que McCord
- 2001–2006: Agentka o stu twarzach (Alias) jako Toni/„Baby” (gościnnie)
- 2001: She Said I Love You jako Yuki
- 2000: Co kryje prawda (What Lies Beneath) jako studentka filozofii
- 2000: Człowiek prezydenta (The President’s Man) jako Que McCord
- 1999–2004: Anioł ciemności (Angel) jako dziewczyna Neila (gościnnie)
- 1998–2006: Czarodziejki (Charmed) jako Klea (gościnnie)
- 1998: Star Trek: Rebelia (Star Trek: Insurrection) jako kobieta-chorąży
- 1995: Zamaskowany jeździec (Masked Rider) jako Nefaria